# Cocceupodes clavifrons
Cocceupodes clavifrons är en spindeldjursart som först beskrevs av Giovanni Canestrini 1886.  Cocceupodes clavifrons ingår i släktet Cocceupodes, och familjen Eupodidae. Arten är reproducerande i Sverige.